# Chamaeleo ituriensis
Chamaeleo ituriensis este o specie de cameleon din genul Chamaeleo, familia Chamaeleonidae, ordinul Squamata, descrisă de Schmidt 1919. Conform Catalogue of Life specia Chamaeleo ituriensis nu are subspecii cunoscute.